# Radio BIP
Radio BIP (Bisontine, Indépendante et Populaire) est une radio FM française locale et associative, active à Besançon et en Franche-Comté. D'abord lancée en tant que radio pirate de 1977 à 1978, elle est refondée en 1981 et devient une radio libre. Après quarante-trois ans d'existence, elle se caractérise toujours par son indépendance, le refus de tout financement publicitaire, et une place importante offerte aux partis politiques ainsi qu'au monde associatif. En complément de ses activités traditionnelles, elle se développe aussi depuis 2015 sur les canaux vidéos et écrits avec l'entité Média 25. C'est par ce biais qu'elle est récemment devenue une référence des mouvements sociaux et alternatifs de la région, alimentant plusieurs dossiers significatifs dans ce registre.

## Historique

### Radio pirate (1977-1978)
Radio BIP est lancée en 1977 sous le nom de Radio 25,,, notamment sous l'égide du militant altermondialiste Jean-Jacques Boy,,,,,,,. Elle émet alors illégalement en tant que radio pirate, depuis la terrasse de l'appartement d'Henri Lombardi, autre fondateur qui demeure dans la cité des 408,,,,,. Bien que touchant quelques dizaines d'auditeurs à ses débuts, elle s'inscrit alors dans le contexte national et international des années 1970 revendiquant une plus large liberté d'expression et la fin du monopole d’État dans le domaine de la radio et de la télévision,,. Elle s'impose rapidement comme l'une des fréquences comtoises les plus surveillées par la Préfecture et le renseignement territorial, comme le révèlent des notes désormais entreposées aux archives départementales du Doubs,,.
Outre son caractère par essence « subversif », le ton ouvertement hostile au pouvoir et abordant également d'autres thèmes comme les mouvements sociaux, le droit des immigrés, ou l'écologie, inquiètent les autorités,,. Elle fait alors l'objet d'une écoute quotidienne, d'un fichage rigoureux, mais aussi d'une surveillance physique de la part des agents, poussant ses acteurs à émettre de façon mobile dans les collines et les bois notamment aux abords du fort de Chaudanne,. Dans une période encore marquée par le symbole Lip et alors que la radio s'implique dans la controverse du projet de grand canal, le profil « underground » des bénévoles et sympathisants ainsi que la notoriété grandissante du média conduisent les services de police à l'interrompre définitivement,. Plusieurs de ses acteurs sont finalement arrêtés, le matériel saisi, et le projet stoppé, avant même de fêter son premier anniversaire,,,, bien que soulevant l'indignation et le soutien d'une part importante de la population,.
Quatre de ses animateurs, Benoit Roche, vingt-quatre ans, éducateur, Jean-Paul Marthey, trente ans, manutentionnaire, Ghislaine Seguin, vingt-trois ans, éducatrice, et Gérard Pomez, vingt-six ans, agent de service, sont aussi condamnés le 14 mars 1980, par le tribunal de grande instance de Besançon, à 5 000 francs d'amende avec sursis, pour diffusion clandestine sur les ondes FM, ainsi qu'à un franc symbolique de dommages-intérêts auprès de TéléDiffusion de France en tant que partie civile.

### Radio libre (depuis 1981)
Le noyau qui compose Radio 25 se retrouve en 1981 avec la libéralisation des ondes, et refonde une radio libre le 3 juin 1981 sous le nom de radio BIP,,,, (acronyme pour « Bisontine, Indépendante et Populaire »). Elle s'installe dans des locaux situés 77 rue Battant, dans un premier temps, pour emménager en 1983 rue de la Viotte aux Chaprais près de la gare du centre, site qui constitue encore aujourd'hui son siège,,. L'association compte jusqu'à quatre salariés en 1983, mais rapidement la période est marquée par une instabilité du nombre de volontaires et des difficultés financières,,,. Pourtant le média maintien et ancre ses valeurs initiales d'indépendance et d’impertinence, œuvrant à « donner la parole à ceux qui ne l'ont pas,. » Les micros-trottoir, débats politiques et sociétaux, et couverture des manifestations, restent alors privilégiés.
Le comédien Jérôme Bertin y fait ses premières armes, animant une émission en 1985. En 1991 l'engagement de Radio BIP est singulièrement salué par le député-maire PS Robert Schwint et le conseil municipal de l'époque, leur octroyant une subvention exceptionnelle. L'association apparaît également parmi les signataires d'un appel à manifester contre le Front National, qui réunira plus de 50 000 personnes le 29 mars 1997 à Strasbourg. Une position toujours assumée en 2022, la rédaction affichant ouvertement son opposition aux idées d'extrême-droite. Christine Relange, présidente de 2000 à 2015, dresse une fresque remarquée sur les anciens ouvriers de la Rhodiacéta et réalise une chronique cinéma fournie.
En juin 2015, radio BIP est restructurée. Claude Melzi, alors président, démissionne de son poste. Une ancienne journaliste, Dominique Goetz, aujourd'hui directrice d'antenne, réorganise l'ensemble. Henri Lombardi, cofondateur, devient président à partir de 2016, à la suite du départ de son prédécesseur nommé par intérim. La nouvelle équipe redynamise ainsi la radio en renforçant l'esprit et le format d'origine ; les classiques demeurent à l'instar de plusieurs programmes historiques et de certains événements chroniques, alors que des espaces sont destinés à l'expression libre notamment de jeunes de quartiers ou de minorités.

### Évolution récente (depuis 2015)
En 2015 radio BIP évolue en multi-canal,,, : audio avec sa fréquence (96.9FM, Grand Besançon), écrit avec le développement du site consacré aux actualités locales ainsi qu'à la mise à disposition des podcasts et du FM (radiobip.fr), et aussi vidéo sous le nom de Média 25 avec une place prépondérante au direct (direct.m25.fr).
Cette offre correspond par ailleurs à une période de regain et de radicalisation des mouvements sociaux et politiques en France, notamment depuis l'opposition à la loi Travail de 2016. Dans le cadre d'un blocage du conseil d'administration de l'Université de Franche-Comté à Besançon le 14 février 2017,,, un premier dossier va permettre la pleine émergence de la radio dans le champ médiatique. La seule prise interne de ces événements, réalisée par la journaliste Emma Audrey, va ainsi être particulièrement visionnée, débattue, et diffusée sur les réseaux sociaux et d'autres médias locaux et régionaux.
Cette démarche se poursuit pleinement durant le mouvement des Gilets jaunes à partir du 17 novembre 2018,, malgré pour la première fois l'agression à connotation raciste d'un photographe bénévole sur le terrain,,. Les équipes de Radio BIP/Média 25 gagnent toutefois une large confiance qui s'exprime ouvertement dans les cortèges, alors que de nombreux médias sont au même moment vivement critiqués,.
Dans la nuit du 1er au 2 mai 2022 l'association est la cible d'un cambriolage, l'essentiel du matériel vidéo ayant été dérobé pour un préjudice d'environ 10 000 euros,,,. La veille de la Journée mondiale de la liberté de la presse cet incident est particulièrement mal vécu, puisqu'il suspend tout travail de terrain et affecte lourdement les finances déjà fragiles du média,,. Il s'inscrit surtout dans un contexte de violences récurrentes visant spécifiquement radio BIP, hostilité que la rédaction attribue à ses positions humanistes en opposition avec l'extrême-droite locale,,. Lors des émeutes consécutives à la mort de Nahel Merzouk dans la nuit du 29 au 30 juin 2023 à Planoise, deux journalistes de radio BIP/média 25 sont blessés par des protagonistes.

### Les amis de Radio Bip (2022)
Pour aider à régler les problèmes de financement qui sont récurrents, l'association Les amis de Radio Bip a été créée en 2022. Des bénévoles sont chargées d'organiser des collectes, soirées de soutien et divers événements ou ventes afin d'obtenir plus de dons et de soutenir la radio. La radio est une association reconnue d'utilité publique, ainsi les dons sont éligibles à une réduction d'impôts à hauteur de 66% du don.

## Affaires et dossiers notables

### Matraquage d'un manifestant
Le 29 mars 2019 à Besançon, entre 500 et 1 000 participants prennent part à « l’acte 20 » des gilets jaunes. Alors que la Préfecture affirme que des éléments séditieux sont présents par « l'infiltration de vingt à trente black-blocs », une charge policière tente de disloquer l'ensemble du cortège au niveau de la City-CLA. La journaliste Emma Audrey tourne et diffuse pendant cette phase le matraquage d'un manifestant de vingt-deux ans apparaissant pourtant pacifique, provoquant une polémique nationale,,,,. Le Préfet du Doubs Joël Mathurin réagit en discréditant la lecture évidente des images et évoque selon lui un individu « faisant obstruction aux forces de l'ordre » et « essayant de ramasser une bombe lacrymogène tombée à ses pieds. » Mais il finit par rétro-pédaler en moins de 24h et saisit l'IGPN, alors qu'une plainte est déposée par la victime et que la séquence se révèle accablante pour les autorités,,. Interrogés sur cette scène un syndicat policier local et le ministre de l'Intérieur Christophe Castaner maintiendront pourtant la version initiale, en précisant néanmoins que l'acte de violence du fonctionnaire affecté à la BAC n'était pas volontaire. Fin 2019 les procédures sont classées sans suite par le procureur de la République de Besançon Étienne Manteaux qui estime que l'agent « n'avait pas d'intention coupable », issue et termes qui suscitent la colère et le désaveu des institutions,,. Après un recours sous l'égide de l'avocat Arié Alimi, le fonctionnaire est finalement jugé et condamné le 11 février 2022 pour « violences volontaires avec arme par dépositaire de l'autorité publique,. »

### Altercation du quai Veil-Picard
Le 13 avril 2019 à Besançon, une altercation éclate en marge de « l’acte 22 » des gilets jaunes. Un collaborateur de Radio BIP/Média 25 est pris à partie quai Veil-Picard par un passant en état d'ébriété qui explique « en avoir marre des manifestations », et le confondant avec un participant le menace puis le frappe à plusieurs reprises,,,. Un mouvement de foule se forme, l'individu ne parvenant pas à être raisonné ou maîtrisé alors que des coups sont échangés,,,. Le 20 mai 2019, les protagonistes incluant un autre correspondant indépendant de Factuel.info sont convoqués au commissariat et placés en garde à vue pour « violences volontaires en réunion,,,. » Les deux rédactions dénoncent une répression contre leur média, et sont alors soutenues,, par la profession (SNJ, SNJ-CGT, Edwy Plenel, Hervé Kempf, Denis Robert…), des personnalités intellectuelles et politiques (Anne Vignot, Barbara Romagnan, Marie-Guite Dufay, Jérôme Durain, Gabriel Amard, Michel Antony, Nicolas Bourgoin, Serge Quadruppani, Dominique Vidal, Aurélie Trouvé, Berth, Maxime Renahy…), ou encore des organisations locales et régionales (LDH, FSU, FO, CGT, EÉLV…). Le 9 mars 2020 le procès de première instance se tient, reconnaissant l'ensemble des prévenus dont les journalistes coupables avec une peine de deux mois de prison avec sursis pour ces derniers. Un seul a interjeté cette décision et fut rejugé le 4 mai 2021 auprès de la cour d'appel de Besançon, écopant finalement de 150€ d'amende le 22 juin 2021.

### Enquêtes sur l'extrême-droite
Cet organe de presse se distingue également par ses enquêtes concernant l'extrême-droite locale. Il documente ainsi le cas d'un commando nationaliste, ayant perpétrés des violences contre un groupe féministe le 31 janvier 2021 à Dijon. Lors d'une violente agression perpétrée dans la nuit du 31 janvier au 1er février 2021 à Besançon, Radio BIP/Média 25 permet d'attribuer clairement la connotation raciste en exposant le parcours singulier de l'agresseur. Celui s'avère être un néonazi convaincu passé par divers groupuscules dont le Front comtois, avant d'être incorporé dans le régiment Azov pendant la guerre du Donbass. Jugé en comparution immédiate, la circonstance discriminative aggravante est reconnue portant la condamnation à deux ans de prison,. Le 24 juillet 2021 durant les manifestations contre le passe sanitaire à Besançon, un des journalistes de la rédaction notamment responsable des thèmes liés à l'extrême-droite est frappé et menacé par un responsable de Terre et Peuple,,. L'incident, filmé, motivera un dépôt de plainte, et sera dénoncé par le SNJ-CGT et RSF. Le média est, depuis, régulièrement la cible de cette mouvance, relevant des poses d'autocollants et d'inscriptions sur les locaux, ainsi que des vagues de harcèlement et d'insultes en particulier sur les réseaux sociaux,. Une réalité régulièrement dénoncée par les syndicats, qui exposent des pressions, dégradations, et autres agressions, s'enchaînant depuis plus d'un an, sans conséquences policières et judiciaires.

### Centre Diocésain et gare Viotte

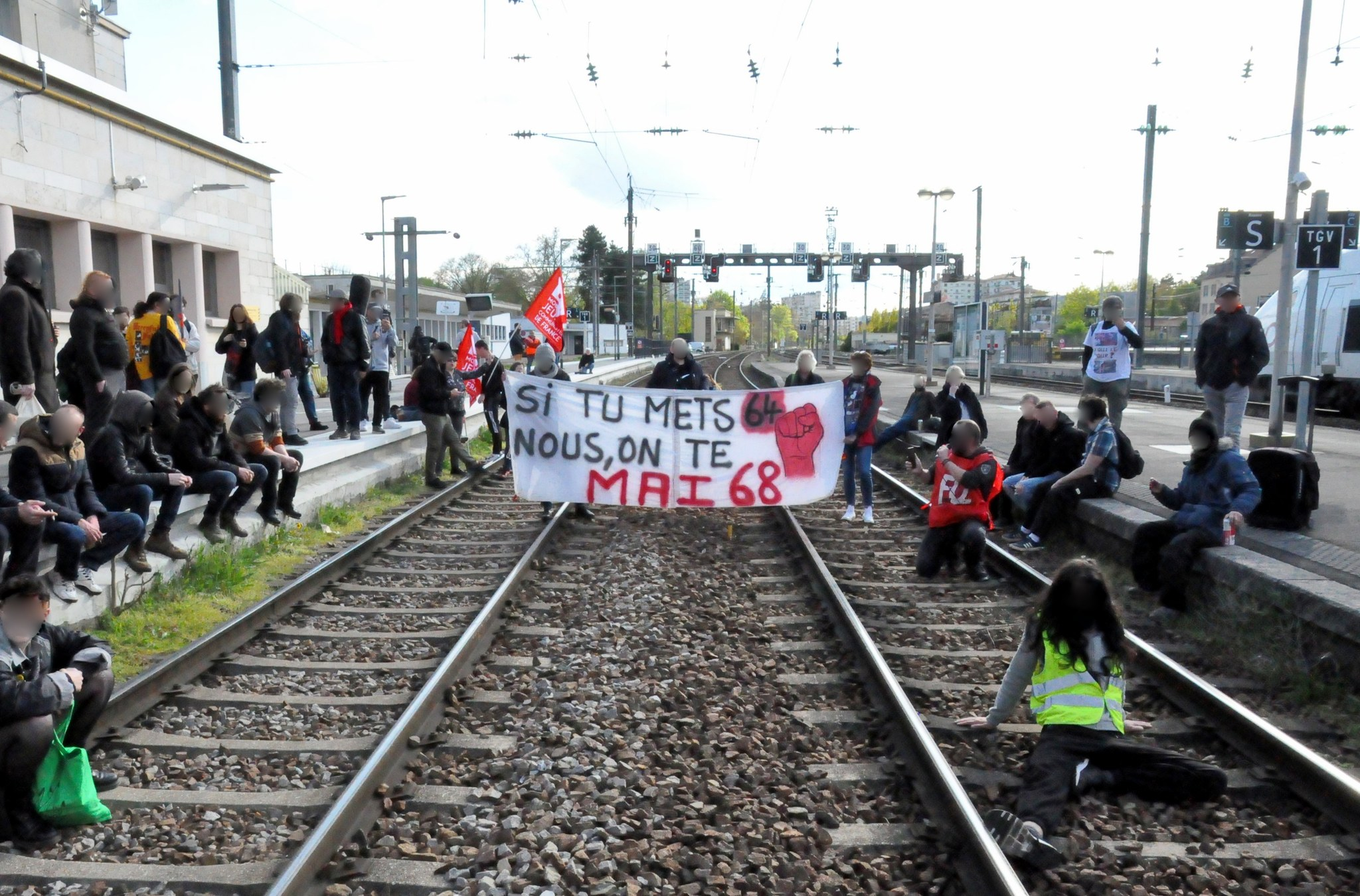
Aperçu du blocage à la gare Viotte, le 20 avril 2023.

Les 30 janvier et 20 avril 2023, un journaliste de radio BIP/média 25 couvre deux manifestations : la première est une protestation visant la tenue d'une conférence d'Alliance VITA au centre Diocésain, la seconde un tractage s'opposant à la réforme des retraites à la gare Viotte. Le parquet considérant que sa seule présence caractérise un délit, il est placé en garde-à-vue et renvoyé devant le tribunal correctionnel pour « entrave concertée par voie de fait ou violence à l’exercice de la liberté de réunion », « entrave à la circulation ferroviaire », « intrusion dans une enceinte ferroviaire » et « refus de prélèvements signalétiques,. » Jugé le 30 juin suivant sur le volet concernant la gare SNCF,, le 13 juillet il est relaxé du chef d'entrave mais reconnu coupable et condamné pour intrusion et refus de signalétiques à un euro d'amende,,. La situation est dénoncée par de nombreux observateurs (SNJ, SNJ-CGT, USJ-CFDT, SGJ-FO, Comité pour la protection des journalistes, Ligue des Droits de l'Homme...), en particulier les propos du Procureur de la République Étienne Manteaux estimant que la carte de presse internationale de la FIJ n'est pas reconnue ou les motivations des juges considérant que « le reportage ne nécessitait pas de paraître sur la voie ferrée. »

### Autres et divers
Le 12 janvier 2019 en marge de « l’acte 9 » des gilets jaunes, des échauffourées ont lieu aux abords de la gare Viotte. Un correspondant pour Factuel.info aurait été ciblé par des Flash-Ball, motivant un dépôt de plainte contre les agents de la BAC incriminés. La Préfecture dément fermement l'usage de cette arme, mais Radio BIP recueille des témoignages et documente une blessure grave contraignant les autorités à bien reconnaître des tirs de LBD.
Le 14 juillet 2019 lors de la fête nationale à Besançon, le défilé militaire et la prise d'arme sont chahutés par un groupe de gilets jaunes au passage des élus. Une quinzaine de manifestants ainsi qu'un collaborateur de Radio BIP pourtant en règle et identifié sont alors exfiltrés de l'événement, arrêtés, et conduits au poste, officiellement pour une vérification d'identité.
Le 16 novembre 2019, des gilets jaunes fêtent leur premier anniversaire sur un rond-point de Besançon. Rapidement évacués, un reporter de Radio BIP est alors pris à partie par le nouveau DDSP Mickel Klein qui tente d'obstruer son direct avant d'ordonner son interpellation pour le port d'un masque à gaz. Auditionné au commissariat le lundi suivant, toutes les charges seront abandonnées.
Le 25 janvier 2020 un rassemblement de soutien à deux gilets jaunes interpellés se déroule aux abords du commissariat de Besançon. Alors que des fonctionnaires décident de disperser la foule, des propos insultants, homophobes, et menaçants, proférés par un policier, sont enregistrés par la journaliste Emma Audrey,,,,,. Associations et syndicats protestent à l'image de Flag !, la Préfecture saisissant rapidement l'IGPN,,,.

## Informations légales et identité

### Statut et organisation
Radio BIP est une association loi de 1901 reconnue d'intérêt général. Elle est structurée autour de deux salariées à temps plein et en CDI, ainsi que d'une trentaine d'adhérents et autant de bénévoles,,. Ces derniers animent ainsi l'essentiel des activités associatives et radiophoniques, et garantissent par ailleurs une base financière avec leurs cotisations. Les décisions sont prises de façon collégiale, un principe d'horizontalité étant de fait pratiqué entre tous les membres. Refusant le financement publicitaire, le budget annuel de 90 000 euros est réparti entre le fonds de soutien à l'expression radiophonique (FSER) du ministère de la culture, fond obligatoire pour les radios FM de catégorie A (associatives), les messages d’intérêt général (MIG) et d'autres apports (moins de deux tiers par les dons des auditeurs et les contributions des adhérents,,). Cet équilibre précaire, tant en ressources humaines qu'en moyens, forme aussi l'identité et la richesse du média.

### Licences et diffusion
Le Conseil supérieur de l'audiovisuel reconnaît à Radio BIP la licence d'exploitation de catégorie A, en 2007, 2008, 2012, et 2017, ainsi qu'en DAB+ à partir du 1er janvier 2020. Son audience était estimée à 6 000 000 de visites uniques/an tout canaux confondus en 2018 (cela inclut l'ensemble des réseaux sociaux, le site internet et la transmission par internet audio et vidéo), mais les chiffres stricto-sensu des différents rapports Médiamétrie qui mesurent uniquement l'audimat de la bande FM sur le 96.9Fm, affichent une part d'audience égale ou inférieur à 1% du marché dans l'agglomération.

### Programmation
Anciennes émissions
- « Des ponts pas des murs », émission du Collectif de Défense des Droits et Libertés des Étrangers (CDDLE) animée par Jean-Jaques Boy ;
- « Ouvrons la Caverne », émission animée par la philosophe Jeanne Neri et Christiane.

Émissions actuelles

### Anciens logos

1977-1978[95].
1981-1982[95].
1982-1989[95].
1989-1990[95].
1990-1993[95].
1993-1996[95].
1996-1998[95].
1998-2000[95].
2000-2010[95].
2010-2015[95].